# World Record
World Record är ett studioalbum med Van der Graaf Generator från 1976. Gruppen spelade då en slags progressiv rock.

## Sättning
- Hugh Banton - Klaviaturer, baspedaler.
- Guy Evans - Trummor, cymbaler, slagverk.
- Peter Hammill - Sång, elgitarr, piano.
- David Jackson - Saxofoner, flöjt.

## Låtlista
Om inte annat anges så är låtarna skrivna av Peter Hammill.

### Sida A
1. "When She Comes" - 8:01
2. "A Place to Survive" - 10:00
3. "Masks" - 6:55

### Sida B
1. "Meurglys III: The Songwriter's Guild" - 20:50
2. "Wondering" (Banton, Hammill) - 6:34